# 室屋成
室屋成（1994年4月5日—），日本足球運動員，司職後衛。現效力德乙球隊漢諾威96，日本國家足球隊成員。

## 俱乐部生涯
室屋成出生于1994年4月5日，出生于日本大阪府。曾在大阪樱花青训营培训，因此与比自己小了几个月的南野拓实成为儿时好友。两人在幼儿园时代就已经认识，小学时候在同一个球队踢球，之后也一直保持着很好的关系。此后室屋成并未选择进入职业队青训体系，前們读书之路。
2016年以明治大学在校生的身份正式加盟FC东京，当时已22周岁，2016年初在亚足联U-23锦标赛是当届赛事中唯一一名大学生球员。2016年，室屋成在FC东京上演了职业生涯首秀，是球队的主力后卫。
2020年，德乙漢諾威96正式宣布，FC东京的右后卫室屋成正式加盟球队，据悉这次转会为自由转会，双方签约至2023年。
在德乙第5轮，漢諾威96客场4-0大胜馬德堡的比赛中，日本后卫室屋成首发出战，比赛第56分钟帮助球队打入本场比赛第三粒进球，这也是室屋成加盟漢諾威96以来打进的首粒进球。

## 國家隊生涯
第三十届阿尔库迪亚国际青年邀请赛小组第三场，日本U19依靠右后卫16号室屋成在最后一分钟进球，以2-1绝杀此前全胜的小组榜首球队阿根廷开赛以来第一场胜利。
日本U22在亚足联U23锦标赛预选前唯一一场热身赛中，以8-1狂屠主场作战的新加坡U23。首发的中岛翔哉和替补出场的荒野拓马均梅开二度，铃木武藏、井出遥也、大岛僚太以及室屋成各下一城。
室屋成是里约奥运会日本国奥的成员，当届国奥出场3场。在马来西亚备战U23亚锦赛(里约热内卢奥运会预选赛)的日本U22国家队后卫亀川谅史因伤退出此次集训，明治大学后卫室屋成作为递补进入大名单。
由于鹿岛的后卫西大伍在联赛最后一轮中受伤，在FC东京效力的室屋成代替他加入到了国家队的名单中。室屋成近年来多次入选日本队，并随队出战2019年亚洲杯。

## 榮譽

### 個人
- J联赛年度最佳阵容：2019

## 外部連結
- Soccerway資料庫：室屋成
- 公式ウェブサイト（页面存档备份，存于）
- 室屋成的Facebook專頁
- 室屋成的Instagram帳戶
- 室屋成的X（前Twitter）
- 室屋成 – FIFA國際賽競賽紀錄 (存檔)（英文）
- 室屋成在ESPN FC中的档案（英文）
- プロフィール[] - 2014年アジア競技大会（英文）
- プロフィール（页面存档备份，存于） - Jリーグ
- プロフィール（页面存档备份，存于） - FC東京
- 【THE REAL】大学生Jリーガー・室屋成の成長を加速させる4つの夢…左足骨折の悪夢を乗り越えて (1/2)（页面存档备份，存于） , (2/2)（页面存档备份，存于） - CYCLE (2016年2月15日)
- 【THE REAL】骨折の悪夢を乗り越えて…FC東京・室屋成が挑むリオ五輪と先駆者・長友佑都の背中 (1/3)（页面存档备份，存于） , (2/3)（页面存档备份，存于） , (3/3)（页面存档备份，存于） - CYCLE (2016年7月1日)